# Архиепархия Кампобассо-Бояно
Архиепархия Кампобассо-Бояно (лат. Archidioecesis Campobassensis-Boianensis, итал. Arcidiocesi di Campobasso-Boiano) архиепархия-митрополия Римско-католической церкви, входящая в церковную область Абруццо-Молизе. В настоящее время епархией управляет архиепископ-митрополит Джанкарло Мария Брегантини. Викарный епископ – Джузеппе Нуцци. Почетный епископ – Армандо Дини.
Клир епархии включает 95 священников (59 епархиальных и 36 монашествующих священников), 7 диаконов, 57 монахов, 100 монахинь.
Адрес епархии: Via Mazzini 76, 86100 Campobasso, Italia.

## Территория
В юрисдикцию епархии входят 70 приходов в 44 коммуннах Молизе: 38 в провинции Кампобассо —  Кампобассо, Бояно, Эльси, Гамбатеза, Сепино, Винкьятуро, Сант'Элия-а-Пьянизи, Петрелла-Тифернина, Пьетракателла, Сан-Джованни-ин-Гальдо, Ферраццано, Ричча, Буссо, Кампокьяро, Мирабелло-Саннитико, Моначильони, Монтагано, Оратино, Рипалимозани, Сант'Анджело-Лимозано, Спинете, Колле-д'Анкизе, Черчемаджоре, Камподипьетра, Баранелло, Кампольето, Гуардиареджа, Сан-Джулиано-дель-Саннио, Маккья-Вальфорторе, Кастеллино-дель-Биферно, Сан-Поло-Матезе, Джильдоне, Матриче, Лимозано, Туфара, Черчепиккола, Сан-Массимо, Торо; 6 в провинции Изерния — Канталупо-нель-Саннио, Санта-Мария-дель-Молизе, Кастельпетрозо, Маккьягодена, Сант'Элена-Саннита и Роккамандольфи.
Кафедра архиепископа-митрополита находится в городе Кампобассо в Соборе Святой Троицы; в городе Бояно находится сокафедральный Собор Святого Варфоломея.
В Кастельпетрозо находится самый известный в Молизе санктуарий Мадонны делль Аддолората (Богоматери Скорбящей).
В состав митрополии (церковной провинции) Кампобассо-Бояно входят:
- Архиепархия Кампобассо-Бояно;
  - Епархия Изерния-Венафро;
  - Епархия Термоли-Ларино;
  - Епархия Тривенто.

## История
Кафедра в Бояно была основана в XI веке. Впервые о епископе Бояно, без указания имени, упоминает в 1061 году Ульрих, архиепископ Беневенто.
29 июня 1927 года буллой Ad rectum Папы Пия XI резиденция епископа была перенесена в Кампобассо, и епархия была переименована в епархию Бояно-Кампобассо.
11 февраля 1973 года епархия, имевшая статус епископства-суффраганства архиепархии Беневенто, была возведена в ранг архиепархии буллой Pontificalis Nostri Папы Павла VI.
21 августа 1976 года архиепархия получила статус митрополии. 27 февраля 1982 года она была переименована в архиепархию Кампобассо-Бояно.

## Ординарии епархии
| - Неизвестный по имени (упомянут в 1061); - Адальберто (Альберто, Оберто) (1071 — 1095); - Бенардо (1105); - Адамо (1119); - Роберто (1149); - Андреа I (1179); - Пьетро (1189); - Маттео (1195); - Ринальдо (1206 — 1210); - Полициано (упомянут в 1215); - Джованни I (1225 — 1239); - Джузеппе (упомянут в 1244); - Пальмерио (23.7.1252 — 1277); - Джованни II (1277 — 1291); - Гульельмо I (1291 — 1311); - Анджело (1314); - Пьетро ди Казерта (1319) — доминиканец; - Андреа II (1322); - Бернерио Доонелла (упомянут в 1337); - Анджело Люпара (1345 — 1364); - Берардо да Кастильоне (1364); - Гульельмо II (1390); - Карло (1396 — 1412); - Джованни III (1412 — 1412); - Николо Оффери (13.2.1413 — 1423) — апостольский администратор; - Николо Санфрамонди (1423 — 1428); - Пьетро Урио (25.4.1428 — 18.12.1430) — доминиканец, назначен епископом Монополи; - Раймондо дельи Уготти (18.12.1430 — 3.7.1439) — базилианец, назначен архиепископом Концы; - Андреа де Вероли (25.9.1439 —11.9.1452) — назначен епископом Урбино; - Якопо ди Монте (11.9.1452 — 1458); - Антонио да Терамо (1458); - Одо дельи Одони (31.1.1464 — 1489); - Сильвио Пандони (29.7.1489 — 8.2.1519) — также епископ Аверзы; - Франчотто Орсини (1519 — 1523) — апостольский администратор; - Валентино Франко (24.7.1523 — 7.6.1549); | - Пирро Франко (7.6.1549 — 1572); - Карло Карафа (4.7.1572 — 29.9.1608); - Фабрицио дельи Аффлитти (10.11.1608 — 1613); - Пьетро Паоло Эустаки (15.7.1613 — 1622); - Оттавиано Гарцадори (19.12.1622 — 11.3.1624) — назначен архиепископом Зары; - Фульгенцио Галлуччи (11.3.1624 — 9.10.1632) — августинец; - Пьетро де Филиппи (26.9.1633 — 8.9.1640); - Филиппо Бенедетто де Сио (21.10.1641 — 16.8.1651) — францисканец; - Петронио Верони (8.1.1652 — 11.5.1653) — августинец; - Челестино Бруни (23.8.1653) — августинец; - Джузеппе Протоспатарио (31.3.1664 — 1665); - Антонио Грациани (15.2.1666 — 1684); - Франческо Антонио Джанноне (10.9.1685 — 1708); - Анджело Рендина (14.5.1708 — 15.11.1716); - Нунцио Баккари (14.3.1718 — 10.1.1738); - Доменико Антонио Манфреди (3.3.1738 — 10.3.1746); - Бернардо Каньяни (2.5.1746 — 26.1.1770); - Доменико Мичилло (12.3.1770 — 1774); - Николо Россетти (27.6.1774 — 25.1.1819); - Дженаро Паска (4.6.1819 — 23.6.1828) — назначен епископом Нолы; - Таддео Грацилли (23.6.1828 — 20.1.1834) — назначен епископом Ачерры; - Джузеппе Риккарди (11.7.1836 — 23.3.1855); - Лоренцо Моффа (23.3.1855 — 1861) — францисканец; - Анастазио Латерца (22.12.1871 — 19.3.1879) — босой кармелит; - Франческо Маккароне (19.3.1879 — 22.2.1897); - Феличе Джанфеличе (19.4.1897 — 9.6. 1916); - Альберто Ромита (22.3.1917 — 14.10.1939); - Секондо Болонья (8.1.1940 — 11.10.1943); - Альберто Каринчи (28.4.1948 — 31.1.1977); - Энцио д'Aнтониo (31.1.1977 — 24.6.1979); - Пьетро Санторо (15.10.1979 — 28.10.1989); - Этторе Ди Филиппо (28.10.1989 — 21.11.1998); - Армандо Дини (21.11.1998 — 8.11.2007); - Джанкарло Мария Брегантини (с 8 ноября 2007 года —по нынешнее время). |  |

## Статистика
На конец 2006 года из 125 000 человек, проживающих на территории епархии, католиками являлись 123 000 человек, что соответствует 98,4% от общего числа населения епархии.
| год  | население | население | население | священники | священники        | священники         | священники                           | постоянные диаконы | монахи  | монахи  | приходы |
| год  | католики  | всего     | %         | всего      | белое духовенство | черное духовенство | число католиков на одного священника | постоянные диаконы | мужчины | женщины | приходы |
| ---- | --------- | --------- | --------- | ---------- | ----------------- | ------------------ | ------------------------------------ | ------------------ | ------- | ------- | ------- |
| 1950 | 100.000   | 100.000   | 100,0     | 93         | 68                | 25                 | 1.075                                |                    | 25      | 65      | 46      |
| 1959 | 85.000    | 90.000    | 94,4      | 78         | 58                | 20                 | 1.089                                |                    | 19      | 270     | 51      |
| 1970 | 95.050    | 95.500    | 99,5      | 108        | 65                | 43                 | 880                                  |                    | 53      | 156     | 49      |
| 1980 | 86.556    | 91.327    | 94,8      | 90         | 55                | 35                 | 961                                  |                    | 55      | 116     | 51      |
| 1990 | 127.500   | 130.500   | 97,7      | 109        | 69                | 40                 | 1.169                                |                    | 48      | 130     | 70      |
| 1999 | 124.000   | 126.000   | 98,4      | 105        | 65                | 40                 | 1.180                                | 4                  | 80      | 95      | 70      |
| 2000 | 124.000   | 126.200   | 98,3      | 106        | 66                | 40                 | 1.169                                | 4                  | 83      | 98      | 70      |
| 2001 | 123.000   | 125.900   | 97,7      | 101        | 60                | 41                 | 1.217                                | 5                  | 81      | 91      | 70      |
| 2002 | 124.000   | 126.000   | 98,4      | 99         | 59                | 40                 | 1.252                                | 6                  | 73      | 103     | 70      |
| 2003 | 124.000   | 126.000   | 98,4      | 102        | 62                | 40                 | 1.215                                | 6                  | 75      | 105     | 70      |
| 2004 | 124.000   | 126.000   | 98,4      | 97         | 57                | 40                 | 1.278                                | 6                  | 77      | 103     | 68      |
| 2006 | 123.000   | 125.000   | 98,4      | 95         | 59                | 36                 | 1.294                                | 7                  | 57      | 100     | 70      |